# Сепак-такро
Сепак такро (малай. sepak takraw, тай. ตะกร้อ, лаос. ກະຕໍ້, тагал. "sipa", в'єт. "cầu mây", там. "செபக் தக்ரா" або "கால் கட்டைப்பந்தட்டம்") (відомий також під назвою «сепактакрау»), або волейбол ногами, — популярний у Південно-Східній Азії вид спорту. Сепак такрау відрізняється від волейболу використанням ротангового м'яча, а також тим, що торкатися м'яча можна лише ногами, головою або грудьми.
Найбільш популярний у Таїланді, Малайзії, Індонезії, Сінгапурі, М'янмі, В'єтнамі, Камбоджі, Лаосі, Індії та на Філіппінах.